# Рінгкебінг
Рінгке́бінг (дан. Ringkøbing) — невелике місто в Данії, у комуні Ренгкебінг-Скєрн, регіон Центральна Ютландія. Населення міста — 9,932 (2024). Площа 1488,82 км², що становить 3,45% від площі Данії без Гренландії та Фарерських островів.

## Цікаве в Рінгкебінзі
Сьогодні центр Рінгкебінга має деякі химерні старі вулиці, більшість із яких ведуть до води фіорду. Церква Рінгкебінга була побудована на початку 15 століття, а її вежа була зведена приблизно в 1550 році.